# Касымбек
Касымбек (каз. Қасымбек, до 1993 г. — Новороссийск) — село в Жамбылском районе Алматинской области Казахстана. Входит в состав Шолаккаргалинского сельского округа. Находится примерно в 10 км к востоку от села Узынагаш. Код КАТО — 194283200.

## История
Село Татьяновское основано в 1911 г. В 1913 г. в нём насчитывалось 120 дворов.Казахское название Жауыр . Село входило в состав Казанско-Богородской волости Отарского участка Верненского уезда Семиреченской области.

## Население
В 1999 году население села составляло 2016 человек (964 мужчины и 1052 женщины). По данным переписи 2009 года, в селе проживало 2326 человек (1138 мужчин и 1188 женщин).

## Инфраструктура
С 1964 по 1997 годы в селе функционировал молочно-овощной совхоз «Прогресс», на базе которого впоследствии было образовано около 60 мелких частных хозяйств.